# Wehrkreis VI (Münster)

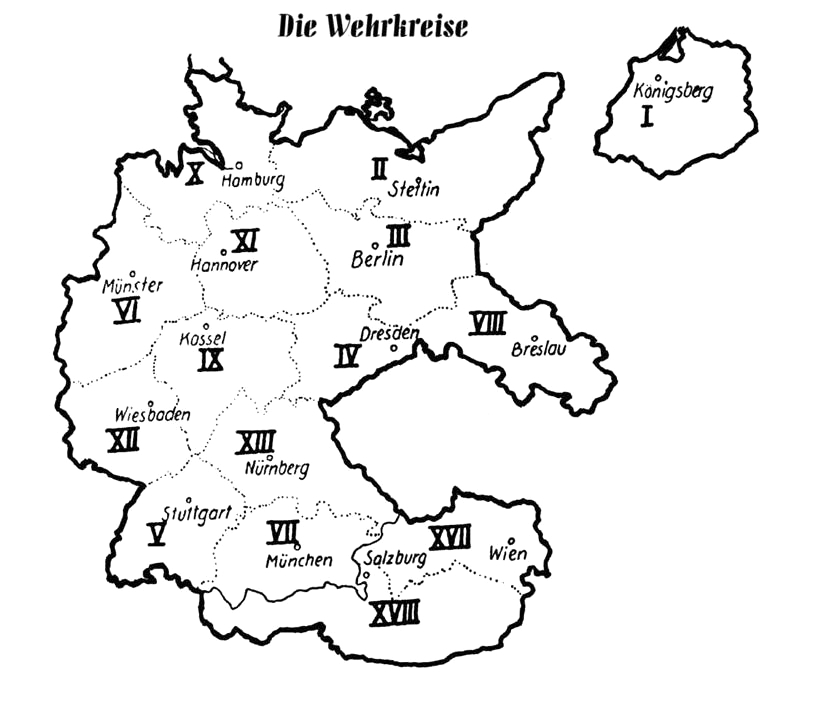
Die Wehrkreise des Deutschen Reiches nach dem „Anschluss“ Österreichs

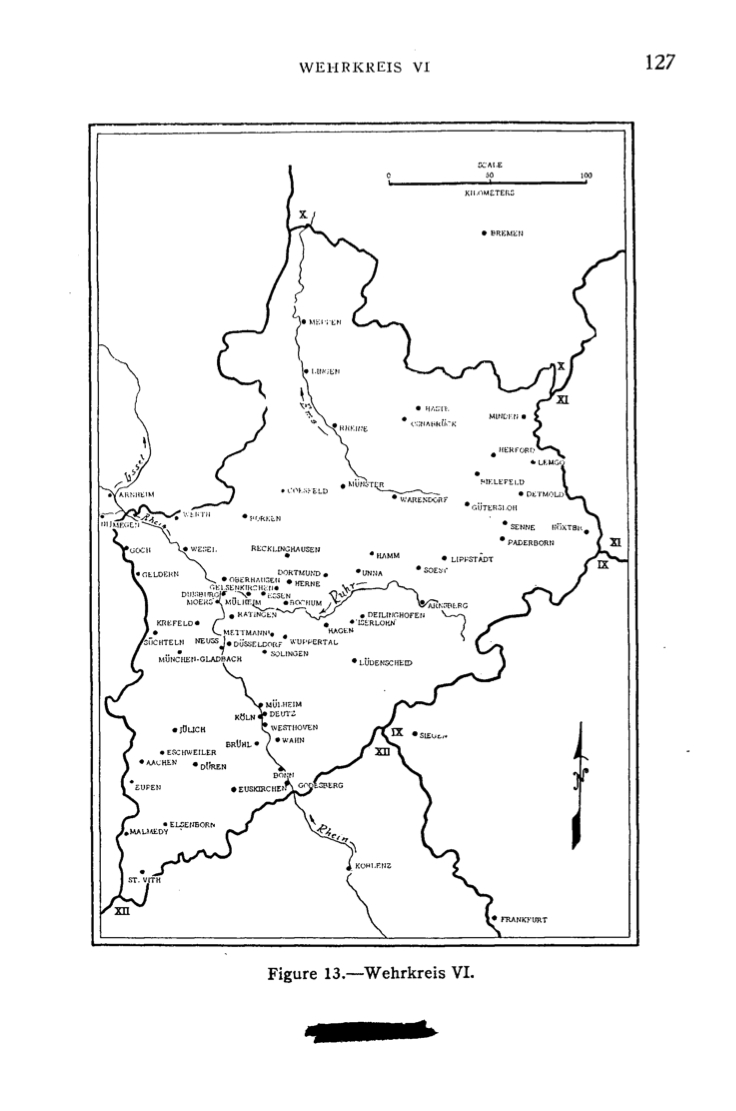
Karte des Wehrkreises VI

Der Wehrkreis VI (Münster) war ein territoriales militärisches Generalkommando während der Zeit der Weimarer Republik und des nationalsozialistischen Deutschen Reiches und bestand von 1919 bis 1945. Dem Wehrkreis oblag die militärische Sicherung des Gebiets der Provinzen Hannover (später größtenteils zum Wehrkreis XI (Hannover)), Rheinland (seit der Rheinlandbesetzung 1936) und Westfalen sowie die Ersatzgestellung und Ausbildung von Teilen des Heeres der Reichswehr bzw. der Wehrmacht in diesem Gebiet. Territorial erweitert wurde der Wehrkreis im Jahr 1940 um das Gebiet Eupen-Malmedy nach dessen Rückgliederung in das Deutsche Reich. Das Hauptquartier befand sich in Münster. Der Wehrkreis umfasste 4 Wehrersatzbezirke (Münster, Dortmund, Düsseldorf und Köln).

## Wehrkreiskommando VI

### Marineverbindungsoffiziere der Skl
Aus der Seekriegsleitung (Skl) wurden sogenannte Marineverbindungsoffiziere entsandt. Diese waren u. a.:
- Korvettenkapitän Rudolf Lahs: von Dezember 1920 bis April 1923
- Korvettenkapitän Karl Coupette: von September 1926 bis Juli 1929
- Korvettenkapitän Robin Schall-Emden: von Oktober 1932 bis Oktober 1933

## Befehlshaber
Die Befehlshaber des Wehrkreises VI waren:
- Oskar von Watter (1919–1920)
- Friedrich von Campe (1920) in Vertretung
- Fritz von Loßberg (1920–1924)
- Leopold von Ledebur (1925–1928)
- Max Föhrenbach (1928–1931)
- Wolfgang Fleck (1931–1934)
- Günther von Kluge (1934–1938)
- Georg von Küchler (1938–1939)
- Otto-Wilhelm Förster (1938–1939)
- Gerhard Glokke (1939–1944)
- Franz Mattenklott (1944–1945)